# Edoardo Borromeo
Edoardo Borromeo, nome completo: Edoardo Lodovico Carlo Renato Giovanni Benedetto, o sobrenome também se chama Borromeo Arese. (Milão, 3 de agosto de 1822 - Roma, 30 de novembro de 1881), foi um cardeal e arcebispo católico italiano.

## Biografia

### Infância e educação

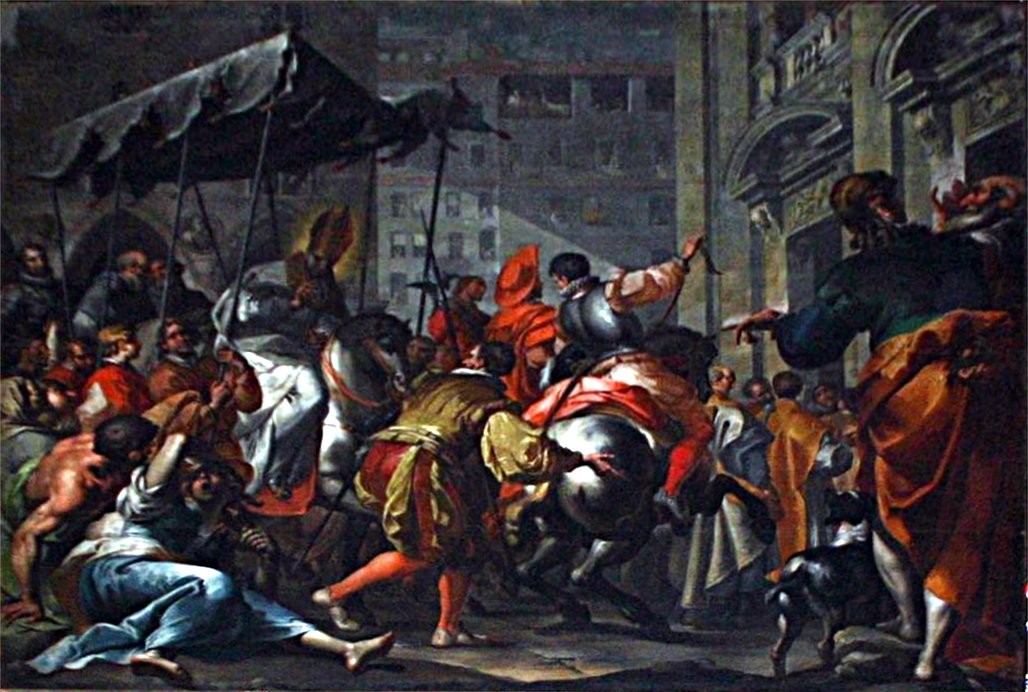
A entrada triunfal do arcebispo Carlo Borromeo em Milão, pintada por Filippo Abbiati.

Ele veio de uma família que, ao longo dos séculos, expressou até seis cardeais, incluindo São Carlos Borromeo. De fato, era filho de Vitaliano Borromeo, conde de Arona, patrício milanês, e de Maria d'Adda dos marqueses de Pandino.
Graduou-se em filosofia no Colégio Romano em 1842 e in utroque jure na Pontifícia Academia Eclesiástica em 1842.

### Carreira eclesiástica
Em 1846 foi ordenado sacerdote em Roma pelo próprio Papa Pio IX.
O Papa Pio IX elevou-o ao posto de cardeal diácono dos Santos Vito, Modesto e Crescenzia no consistório de 13 de março de 1868.
Em 1869 foi nomeado prefeito do Palácio Apostólico. Participou do Concílio Vaticano I. Em 1872 foi nomeado arcipreste da Basílica Vaticana. Ele participou do conclave de 1878 que elegeu o Papa Leão XIII.
Em 22 de março de 1878 optou pelo título de Santa Prassede.
Em 19 de abril de 1878, foi nomeado arcebispo titular de Adana. Ele recebeu a consagração episcopal no dia 19 de maio seguinte. De fevereiro de 1879 a fevereiro de 1880 foi camareiro do Sagrado Colégio.

### Morte
Morreu aos 59 anos e foi sepultado no Cemitério Verano, em Roma.

## Os outros cardeais da família
- Vitaliano Borromeo (1720 - 1793)
- Giberto Bartolomeo Borromeo (1671-1740)
- Federico Borromeo, Jr. (1617 - 1673)
- Giberto Borromeo (1615 - 1672)
- Federico Borromeo, Sr. (1564 - 1631)
- São Carlos Borromeu (1538 - 1584)

## Link externo
- Catholic hierarchy [self-published]
- www.borromeo.it
- Salvador Miranda, ‘Consistory of March 13’, The Cardinals of the Holy Roman Church: Biographical Dictionary.
- Borromeo Edoardo di Vitaliano <IX> e D’Adda (em italiano), biography from verbanensia.org.